# Kabinett Levi Eschkol II
Das Kabinett Levi Eschkol II (hebräisch מֶמְשֶׁלֶת יִשְׂרָאֵל הַשְׁתֵּיִם עֶשְׂרֵה Memshelet Yisra'el HaShteim esre) ist die zweite israelische Koalitionsregierung mit Levi Eschkol als Ministerpräsidenten und die zwölfte Regierung seit Bestehen des Staates Israels.
Die neue Regierung ist die Dritte Koalitionsregierung in der Fünften Legislaturperiode der Knesset. Sie wurde am 22. Dezember 1964 gebildet und hielt bis zum Ende der Legislaturperiode.
Regierungsparteien waren, wie schon bei der Ersten Koalitionsregierung von Levi Eschkol, Mifleget Poalei Erez Jisrael, Nationalreligiöse Partei, Achdut haʿAvoda, Poalei Agudat Jisra’el und die beiden die arabischstämmigen Israelis vertretenden Parteien Schittuf weAchawa und Qidma uFittuach. In der Regierungszusammensetzung änderte sich gegenüber der letzten Regierung nicht viel. Es wurde einzig die Position des Tourismusminister geschaffen, dessen erster Minister Akiwa Gowrin wurde, der in der vorherigen Regierung ein Minister ohne Geschäftsbereich war.
Yosef Almogi und Schimon Peres traten aufgrund ihrer oppositionellen Position am 25. Mai 1965 von ihren Ministerposten zurück. Beide wechselten im Juli zu der von David Ben-Gurion neu gegründeten Partei Rafi.
Nach den Parlamentswahlen am 1. November 1965 zur Sechsten Knesset blieb die Regierung bis zur Regierungsübernahme durch die neue Regierung am 12. Januar 1966 im Amt.

## Kabinett
| Das Kabinett Levi Eschkol II            | Das Kabinett Levi Eschkol II                  | Das Kabinett Levi Eschkol II | Das Kabinett Levi Eschkol II |
| Position                                | Person                                        | Bild                         | Partei                       |
| --------------------------------------- | --------------------------------------------- | ---------------------------- | ---------------------------- |
| Ministerpräsident Verteidigungsminister | Levi Eschkol                                  |                              | Mifleget Poalei Erez Jisrael |
| Stellvertretender Ministerpräsident     | Abba Eban                                     |                              | Mifleget Poalei Erez Jisrael |
| Landwirtschaftsminister                 | Chaim Gwati                                   |                              | Kein Mitglied der Knesset    |
| Minister für Landesentwicklung          | Yosef Almogi (bis 25. Mai 1965)               |                              | Mifleget Poalei Erez Jisrael |
| Minister für Landesentwicklung          | Chaim Josef Zadok (ab 31. Mai 1965)           |                              | Mifleget Poalei Erez Jisrael |
| Bildungsminister                        | Zalman Aran                                   |                              | Mifleget Poalei Erez Jisrael |
| Finanzminister                          | Pinchas Sapir                                 |                              | Mifleget Poalei Erez Jisrael |
| Außenminister                           | Golda Meir                                    |                              | Mifleget Poalei Erez Jisrael |
| Gesundheitsminister Innenminister       | Chaim-Mosche Schapira                         |                              | Nationalreligiöse Partei     |
| Minister für Bau- und Wohnungswesen     | Yosef Almogi (bis 23. Mai 1965)               |                              | Mifleget Poalei Erez Jisrael |
| Minister für Bau- und Wohnungswesen     | Levi Eschkol (ab 31. Mai 1965)                |                              | Mifleget Poalei Erez Jisrael |
| Justizminister                          | Dov Yosef                                     |                              | Kein Mitglied der Knesset    |
| Minister für Arbeit                     | Jigal Allon                                   |                              | Mifleget Poalei Erez Jisrael |
| Minister für die öffentliche Sicherheit | Bechor-Schalom Schitrit                       |                              | Mifleget Poalei Erez Jisrael |
| Postminister                            | Eliahu Sasson                                 |                              | Kein Mitglied der Knesset    |
| Minister für Religion                   | Serach Wahrhaftig                             |                              | Nationalreligiöse Partei     |
| Tourismusminister                       | Akiwa Gowrin                                  |                              | Mifleget Poalei Erez Jisrael |
| Minister für Handel und Industrie       | Pinchas Sapir (bis 25. Mai 1965)              |                              | Mifleget Poalei Erez Jisrael |
| Minister für Handel und Industrie       | Chaim Josef Zadok (ab 25. Mai 1965)           |                              | Mifleget Poalei Erez Jisrael |
| Transportminister                       | Jisra’el Bar Jehuda (bis 4. Mai 1965)         |                              | Achdut haAwoda               |
| Transportminister                       | Mosche Karmel (ab 30. Mai 1965)               |                              | Achdut haAwoda               |
| Minister für Wohlfahrt                  | Josef Burg                                    |                              | Nationalreligiöse Partei     |
| Stellvertretender Verteidigungsminister | Schimon Peres (bis 25. Mai 1965)              |                              | Mifleget Poalei Erez Jisrael |
| Stellvertretender Bildungsminister      | Kalman Kahana (bis 22. November 1965)         |                              | Poalei Agudat Jisra’el       |
| Stellvertretender Bildungsminister      | Aharon Jadlin                                 |                              | Mifleget Poalei Erez Jisrael |
| Stellvertretender Gesundheitsminister   | Jitzchak Rafa’el (bis 22. März 1965)          |                              | Nationalreligiöse Partei     |
| Stellvertretender Gesundheitsminister   | Schlomo Jisra’el Ben Me’ir (ab 22. März 1965) |                              | Nationalreligiöse Partei     |
| Stellvertretender Innenminister         | Schlomo Jisra’el Ben Me’ir                    |                              | Nationalreligiöse Partei     |